# Jan Everse (senior)
Jan Everse (Rotterdam, 8 mei 1922 – aldaar, 15 oktober 1974) was een Nederlands voetballer die in 1949 driemaal in het Nederlands voetbalelftal speelde.
Everse speelde als verdediger bij HION, Neptunus, Xerxes, BVC Rotterdam en Holland Sport. 
Jan Everse speelde in de jeugdjaren bij HION nog samen met zijn generatiegenoot Faas Wilkes. Bij Neptunus maakte hij na de oorlogsjaren de topperiode mee. De 'Drietanders' kwamen van 1945 tot 1950 uit op het hoogste niveau, de Eerste Klasse. Everse vormde een sterk koppel met doelman Wim Landman, die in 1949 naar Sparta vertrok. Een jaar later degradeerde Neptunus en weer een jaar later ging Everse over naar stadgenoot Xerxes, waar hij drie seizoenen speelde.
Hij maakte deel uit van de selectie voor de Olympische Zomerspelen in 1948 als in Nederland achtergebleven reservespeler.
Bij BVC Rotterdam, dat in 1954 uitkwam in de 'wilde' beroepscompetitie van de NBVB, werd hij na vijf jaar herenigd met Wim Landman.
Hij speelde in 1956/57 voor D.F.C., een seizoen later was hij actief bij Emma, waar hij zijn loopbaan beëindigde.
Everse keerde medio 1958 terug bij HION om als speler-trainer aan de slag te gaan. Door aanhoudende rugklachten kwam van zelf voetballen weinig meer terecht. Eind oktober 1959 moest hij vanwege een rugoperatie ook stoppen als trainer.
Hij is de vader van Jan Everse jr.. Everse was een volle neef van Coen Moulijn (de moeder van Moulijn was een zus van de vader van Everse).
Hij overleed op 52-jarige leeftijd in het Bergweg Ziekenhuis in Rotterdam aan een longembolie. Een paar maanden voor zijn overlijden werd hij getroffen door een hartaanval. Dit gebeurde na afloop van een wedstrijd van Feyenoord waar zijn zoon Jan speelde. Hierna verslechterde zijn gezondheid.

## Carrièrestatistieken
| Seizoen | Club          | Land      | Competitie              | Competitie | Competitie | Beker | Beker | Internationaal | Internationaal | Overig | Overig | Totaal | Totaal |
| Seizoen | Club          | Land      | Competitie              | Wed.       | Dlp.       | Wed.  | Dlp.  | Wed.           | Dlp.           | Wed.   | Dlp.   | Wed.   | Dlp.   |
| ------- | ------------- | --------- | ----------------------- | ---------- | ---------- | ----- | ----- | -------------- | -------------- | ------ | ------ | ------ | ------ |
| 1943/44 | Neptunus      | Nederland | Tweede klasse B West II | ?          | ?          | –     | 0     | 0              | 0              | 0      | 0      | ?      | ?      |
| 1945/46 | Neptunus      | Nederland | Eerste klasse West II   | ?          | 0          | –     | 0     | 0              | 0              | 0      | 0      | ?      | 0      |
| 1946/47 | Neptunus      | Nederland | Eerste klasse West II   | ?          | 1          | –     | 0     | 0              | 0              | 0      | 0      | ?      | 1      |
| 1947/48 | Neptunus      | Nederland | Eerste klasse West I    | ?          | 5          | –     | 0     | 0              | 0              | 0      | 0      | ?      | 5      |
| 1948/49 | Neptunus      | Nederland | Eerste klasse West II   | ?          | 0          | –     | 0     | 0              | 0              | 0      | 0      | ?      | 0      |
| 1949/50 | Neptunus      | Nederland | Eerste klasse West II   | 10         | 0          | –     | 0     | 0              | 0              | 0      | 0      | 10     | 0      |
| 1950/51 | Neptunus      | Nederland | Tweede klasse B West II | 13         | 8          | –     | 0     | 0              | 0              | 0      | 0      | 13     | 8      |
| 1951/52 | Xerxes        | Nederland | Eerste klasse D         | 22         | 1          | –     | 0     | 0              | 0              | 0      | 0      | 22     | 1      |
| 1952/53 | Xerxes        | Nederland | Eerste klasse D         | 23         | 4          | –     | 0     | 0              | 0              | 0      | 0      | 23     | 4      |
| 1953/54 | Xerxes        | Nederland | Eerste klasse C         | 22         | 1          | –     | 0     | 0              | 0              | 0      | 0      | 22     | 1      |
| 1954/55 | BVC Rotterdam | Nederland | NBVB                    | 11         | 0          | –     | –     | –              | –              | 0      | 0      | 11     | 0      |
| 1954/55 | Holland Sport | Nederland | Eerste klasse A         | 24         | 0          | –     | –     | –              | –              | 0      | 0      | 24'    | 0      |
| 1955/56 | SHS           | Nederland | Hoofdklasse B           | 30         | 3          | –     | –     | –              | –              | 0      | 0      | 30     | 3      |
| 1956/57 | D.F.C.        | Nederland | Eerste divisie B        | ?          | 9          | –     | –     | –              | –              | 0      | 0      | ?      | 9      |
| 1957/58 | Emma          | Nederland | Tweede divisie A        | ?          | 0          | –     | –     | –              | –              | 0      | 0      | ?      | 0      |

## Interlandcarrière
Op 16 juni 1949 debuteerde Jan Everse bij het Nederlands voetbalelftal in een vriendschappelijke wedstrijd tegen Finland.
| Interlands van Jan Everse voor Nederland | Interlands van Jan Everse voor Nederland | Interlands van Jan Everse voor Nederland | Interlands van Jan Everse voor Nederland | Interlands van Jan Everse voor Nederland | Interlands van Jan Everse voor Nederland |
| №                                        | Datum                                    | Wedstrijd                                | Uitslag                                  | Soort wedstrijd                          | Doelpunten                               |
| Als speler bij Neptunus                  | Als speler bij Neptunus                  | Als speler bij Neptunus                  | Als speler bij Neptunus                  | Als speler bij Neptunus                  | Als speler bij Neptunus                  |
| ---------------------------------------- | ---------------------------------------- | ---------------------------------------- | ---------------------------------------- | ---------------------------------------- | ---------------------------------------- |
| 1.                                       | 16 juni 1949                             | Finland – Nederland                      | 1 – 4                                    | Vriendschappelijk                        | 0                                        |
| 2.                                       | 6 november 1949                          | Nederland – België                       | 0 – 1                                    | Vriendschappelijk                        | 0                                        |
| 3.                                       | 11 december 1949                         | Nederland – Denemarken                   | 0 – 1                                    | Vriendschappelijk                        | 0                                        |

## Zie ook

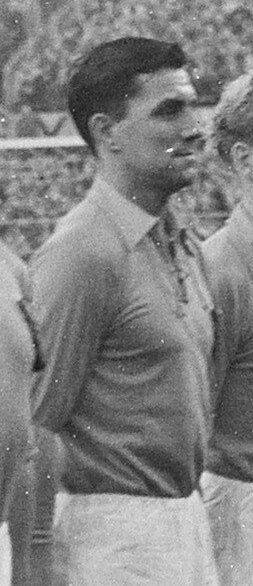
Everse (1949)